# Daniel Kroupa
Daniel Kroupa (ur. 6 stycznia 1949 w Pradze) – czeski polityk i filozof, działacz opozycyjny w okresie przed aksamitną rewolucją, parlamentarzysta krajowy i europejski, od 1998 do 2001 przewodniczący Obywatelskiego Sojuszu Demokratycznego (ODA).

## Życiorys
Kształcił się początkowo w szkole technicznej, później zaczął uczęszczać na wykłady Jana Patočki. Studiował następnie filozofię, został jednak usunięty po niezdanym egzaminie z teorii marksizmu-leninizmu. Od 1972 zatrudniany głównie jako pracownik fizyczny.
W latach 70. i 80. aktywny uczestnik opozycji antykomunistycznej, sygnował Kartę 77, współpracował z wydawnictwami drugiego obiegu, organizował seminarium filozoficzne inspirowane nauką Jana Patočki. Był inwigilowany i represjonowany przez funkcjonariuszy służby bezpieczeństwa StB. Po aksamitnej rewolucji zawodowo zajął się działalnością akademicką, wykładając na czeskich uczelniach.
W 1989 należał do założycieli Obywatelskiego Sojuszu Demokratycznego. Do 1995 był pierwszym wiceprzewodniczącym partii. W latach 1998–2001 stał na czele tego ugrupowania.
Od 1990 do 1992 zasiadał w jednej z izb Zgromadzenia Federalnego, w latach 1996–1998 był członkiem Izby Poselskiej, w 1998 wszedł natomiast w skład Senatu. Od kwietnia 2003 był obserwatorem w Parlamencie Europejskim. Po akcesie Czech do Unii Europejskiej od maja do lipca 2004 wykonywał obowiązki eurodeputowanego V kadencji. W 2004 zakończył kadencję senacką, znajdując się poza parlamentem. Kandydował dwukrotnie bez powodzenia do PE – w 2004 z ramienia ludowców i w 2014 jako lider listy wyborczej SNK Europejskich Demokratów.

## Odznaczenia
W 2024 został odznaczony Orderem Tomáša Garrigue Masaryka III klasy.